# Селитрянка притуплённая
Селитрянка притуплённая, иногда Селитрянка сенегальская  (лат. Nitraria retusa) — вид растений рода Селитрянка (Nitraria) семейства Селитрянковые (Nitrariaceae), который встречается в северной и западной Африке, на Ближнем Востоке, в Израиле, Сирии, Ираке, на Аравийском полуострове и в Пакистане. Произрастает в пустынных районах на бесплодных песчаных почвах.
Небольшой кустарник, способный расти на засолённых почвах. Может достигать в высоту 2,5 метров, хотя, как правило не вырастает до 1 метра.
Листья около 1,5 см длиной, 8-10 мм шириной, цельные.
Цветки крошечные 3 мм длиной, бледно-зелёного цвета, душистые.
Плоды маленькие красные, полусферические, 5—10 мм в диаметре. Обладают слабым наркотическим действием, в некоторых арабских странах используются в пищу.